# Cerdeiras (Begonte)
Cerdeiras (llamada oficialmente San Fiz de Cerdeiras) es una parroquia española del municipio de Begonte, en la provincia de Lugo, Galicia.

## Organización territorial
La parroquia está formada por siete entidades de población, constando cuatro de ellas en el nomenclátor del Instituto Nacional de Estadística español:
- Ermidas (A Ermida)
- O Coto
- O Souto
- Pena (A Pena)
- Regueiro
- Santa Marta
- Ximarás (Guimarás)

## Demografía
| Gráfica de evolución demográfica de Cerdeiras entre 2000 y 2019 |
|                                                                 |
| Datos según el nomenclátor publicado por el INE.                |